# Jeremie Vaneeckhout
Jeremie Vaneeckhout (ur. 4 czerwca 1985 w Waregem) – belgijski (flamadzkojęzyczny) polityk i samorządowiec, w latach 2022–2024 współprzewodniczący Groen (razem z Nadią Naji).

## Życiorys
Urodził się jako jedno z sześciorga dzieci. Studiował na Katholieke Universiteit Leuven, gdzie uzyskał licencjat z politologii (2008), a także magisterium z polityki ekonomicznej (2009) oraz dialogu międzyreligijnego i religioznawstwa (2010). Działał także w młodzieżowej organizacji katolickiej Chirojeugd Vlaanderen.
Zaangażował się w działalność polityczną w ramach Groen, był etatowym pracownikiem partii i asystentem posła Kristofa Calvo. W 2012 i 2018 wybierany do rady miejskiej Anzegem. W latach 2013–2019 był członkiem miejskiej egzekutywy (schepenem), odpowiadał za młodzież, sport, kulturę, planowanie przestrzenne i sprawy międzynarodowe. W 2019 i 2024 wybierany do Parlamentu Walońskiego (Francuskiej Wspólnoty Belgii). W latach 2014–2019 zajmował stanowisko wiceprzewodniczącego Groen u boku Meyrem Almaci, zaś w czerwcu 2022 został wybrany współprzewodniczącym partii wspólnie z Nadią Naji. Zakończyli oni pełnienie funkcji w grudniu 2024, w głosowaniu wybrano wówczas jednego przewodniczącego Barta Dhondta.
Żonaty, ma trzy córki.